# Angélique Arnauld

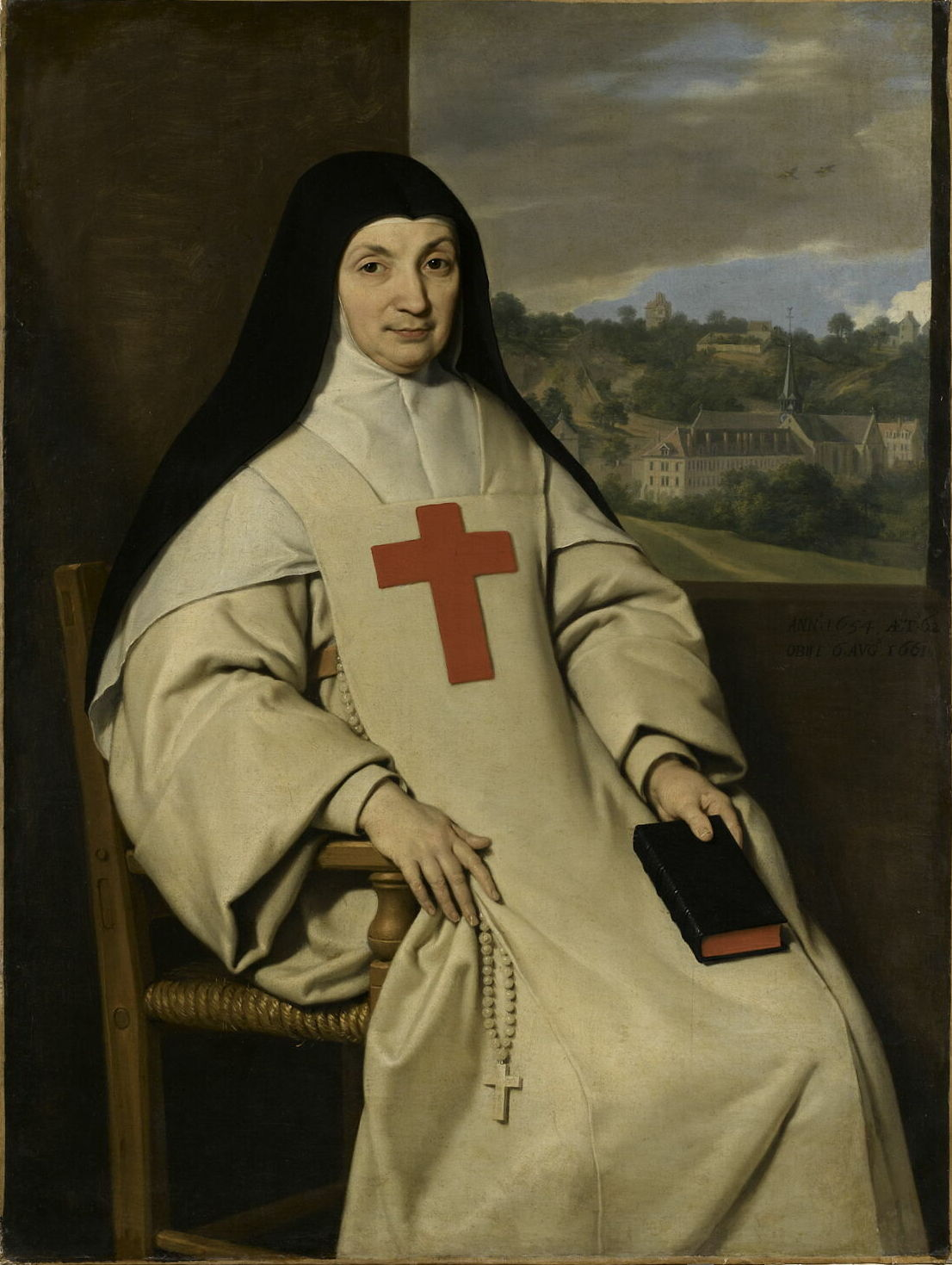
Porträt von Angélique Arnauld (Philippe de Champaigne)

Angélique Arnauld, französisch Jacqueline-Marie-Angélique Arnauld oder Arnault (auch La Mère Angélique genannt; * 8. September 1591 in Paris; † 6. August 1661 in Port-Royal des Champs) war Äbtissin von Port-Royal, einer Hochburg des Jansenismus.

## Leben
Sie war das dritte von zwanzig Kindern des Anwalts Antoine Arnauld und eine der sechs Schwestern der Agnès Arnauld sowie des Philosophen Antoine Arnauld. Als sie bei den Zisterziensern in Port-Royal aufwuchs, wurde sie mit acht Jahren von Äbtissin Jeanne de Boulehart als Nachfolgerin ausgewählt. Einige Monate vor ihrem 12. Geburtstag wurde Angelika selbst Äbtissin von Port-Royal am 5. Juli 1602.
Kurz nachdem sie Äbtissin wurde, begann Mutter Angelika ihren Konvent zu reformieren. Sie war auch wesentlich an der Reform anderer Konvente beteiligt. 1635 kam sie unter den Einfluss von Jean Duvergier de Hauranne, Abt von Saint-Cyran, einem der maßgeblichen Vertreter des Jansenismus. Während der Kontroverse bezüglich der Bekenntnisschriften im Laufe des 17. Jahrhunderts und der Glaubensverfolgung von Port-Royal in den Jahren  1648 bis 1652 wurde sie dazu gezwungen, eine Verurteilung der fünf Eckpunkte des Jansenismus zu unterschreiben. Ihre Nichte Angélique de Saint-Jean sowie ihr Neffe Antoine Le Maistre überzeugten Angelika, eine Autobiografie zu verfassen, die sich in erster Linie mit der Geschichte der Verfolgung des Jansenismus und der des Widerstands dagegen beschäftigte.